# 约翰·伯考 (美国)
约翰·伯考（英語：John E. Bercaw，1944年12月3日—），美国化学家、加州理工学院百年化学教授。伯考出生在俄亥俄州辛辛那提，1971年在密歇根大学获博士学位，之后去芝加哥大学做博士后研究。1972年在加州理工学院留校任教，1991年被选为美国文理科学院院士。他是美国国家科学院成员，并获得了美国化学学会的几个国家奖项。他的研究兴趣是在有机过渡金属化学的合成、结构和机制，包括最近烃羟化烯烃的聚合和三聚催化剂的研究。